# Владимиров, Юрий Дмитриевич
Ю́рий Дми́триевич Влади́миров (10 июля 1908, Санкт-Петербург, Российская империя — 4 октября 1931, Ленинград, СССР) — русский поэт, прозаик.

## Биография
Юрий Дмитриевич Владимиров родился в 1908 году в семье Петра Пильского и Лидии Брюлловой. Отец в метрической записи не указан, о матери сказано: "дочь надворного советника девица Лидия Павловна Брюллова". Брак распался, Лидия в 1911 году вышла замуж за крёстного отца своего сына, Павла Шаскольского, но второй брак был недолгим, и в 1915 году она вышла замуж за Дмитрия Владимирова.

Ушёл из жизни в 1931 году, прожив 23 года; причина смерти неизвестна. 
По одной из версий, Владимиров умер от скоротечного туберкулёза, по другой — утонул во время купания.

## Взгляды
Юрий участвовал в литературно-театральной группе ОБЭРИУ, возглавляемой Даниилом Хармсом. 
На одном из диспутов именно Владимиров сравнил «пролетарских студентов» с дикарями, которые увидели автомобиль на городских улицах. Эта фраза послужила для журнала «Смена» одним из главных доказательств реакционности обэриутов, что дало властям формальный повод для начала репрессий против них.
Сам Юрий Владимиров ушёл из жизни ещё до первых арестов обэриутов, в 1931 году.

## Семья
- Мать — Лидия Павловна Брюллова, в замужестве Владимирова (1886—1954), поэтесса, антропософка, участница мистификации Черубины де Габриак. Внучатая племянница Карла Брюллова. Выслана из Ленинграда в 1935 году, арестована в марте 1941 года, отбыла в лагере 10-летний срок.
- Отец — критик Пётр Пильский.
- Отчим — Павел Борисович Шаскольский.
- Отчим — Дмитрий Петрович Владимиров (1884—1942), по профессии бухгалтер, с 1914 года на фронте, во время Гражданской войны служил в  Белой и Красной армии. После войны работал по специальности, как бывший белый офицер попал в категорию «социально опасных элементов». В 1929 году сослан на три года в Северный край, в 1935 году выслан из Ленинграда с запретом жить в 15 городах и выбрал местом жительства Ташкент. 29 июня 1941 года арестован и обвинён в контрреволюционной пропаганде, умер в лагере.
- Сестра — Наталья Дмитриевна Вилинбахова (1916—1944), актриса театра С. Радлова, была замужем за актёром того же театра Владимиром Вилинбаховым. Во время войны они вместе с театром оказались на оккупированной территории, играли в Берлине, погибли вместе во время бомбардировки.